# Tim Janssen
Tim Wilhelmus Janssen (Eindhoven, 6 marzo 1986) è un ex calciatore olandese, di ruolo attaccante.

## Carriera
Cresciuto nelle giovanili del PSV, nel 2004 entrò nella prima squadra, ma fu subito mandato in Eerste Divisie al Zwolle (con 11 presenze e 7 gol nella stagione 2004-05) e in seguito al FC Eindhoven (16 presenze e 6 gol). Dal 2006 al 31 agosto 2007 ha giocato nel RKC Waalwijk, prima di trasferirsi al N.E.C.. Nel 2009 trasferisce in Danimarca, prima nell'Esbjerg, poi nel Midtjylland; con quest'ultima maglia conquista il titolo, il primo per il club, al termine della Superligaen 2014-2015. Ritorna brevemente nei Paesi Bassi prima di andare a giocare negli Stati Uniti.
Ha vestito per cinque volte la maglia della Nazionale olandese Under-21; ciononostante ha vinto il campionato Europeo di categoria che si è disputato nel 2007 in Patria.

## Palmarès

### Club
- Campionato danese: 1

Midtjylland: 2014-2015

### Nazionale
- Campionato d'Europa Under-21: 1

Paesi Bassi under 21: 2007